# Бел 212
Бел 212 (енгл. Bell 212) је хеликоптер средњих димензија, канадског произвођача Бел хеликоптери са седиштем у граду Мирабел, провинција Квебек.

## Пројектовање и развој
Први тип је развијен 1968. године. Продаван је у варијантама за цивилно ваздухопловство с конфигурацијом од петнаест седећих места, са двоструким мотором и главним ротором с два крака и Карго варијанти са расположивим простором за терет од 6.23 m³ и носивошћу од 2268 kg.
На основу Бел 212 развијен је за потребе канадске армије хеликоптер ЦУХ-1Н, који је касније препројектован у хеликоптер ЦХ-135. Војска САД је наручила 294 хеликоптера који су носили ознаку УХ-1Н.
Хеликоптер Бел 212 се производио од 1968. па све до 1998. године.

### Технички опис
Носећа конструкција трупа хеликоптера је била монокок. Имао је пространу кабину у којој је број седишта зависио од типа хеликоптера и кретао се од 9 или 14 путника. Кабина је имала шесторо врата и велике стаклене површине које су обезбеђивале лепу прегледност у свим правцима.
Погон хеликоптера је био удвојен турбо-осовински мотор (два мотора спојена једним редуктором) смештених на крову хеликоптера у непосредној близини ротора, који је имао два крака. Модел Бел 412 је имао ротор са четири крака. Репни ротор је имао такође два крака и налазио се са десне стране. Стајни трап се састојао од челичних скија.

### Варијанте
- Bell Model 212 - Фабричка ознака војног хеликоптера UH-1N.
- Twin Two-Twelve - цивилна верзија са 14 седишта.
- Agusta-Bell AB 212 - Цивилна и војна транспортна верзија. Лиценцна производња у Италији (Агуста).
- Agusta-Bell AB.212ASW - противподморничка верзија хеликоптера AB.212
- Bell 412 - Хеликоптер Bell 212 са четворокраким ротором.

## Спецификација
- Посада: 1 пилот
- Капацитет: варијанте за 9 и 14 путника.
- Дужина: 17,43
- Пречник ротора: 14,64
- Висина: 3,83
- Површина диска који описује пропелер: 168,3 m²
- Маса (празан): 2961,7
- Максималан капацитет: 5.080
- Мотор пропелера: Pratt & Whitney
- Тип пропелера: турбо-осовински
- Број пропелера: 2
- Снага: 1.800 осовинских коњских снага (1.342 kW)
- Пропелер: четворокраки
- Максимална брзина: 223 km/h (120 чворова)
- Крстарећа брзина: 186 km/h (100 чвора)
- Опсег: 439
- Врхунац лета: 5,305
- Брзина пењања: 532

## Корисници
| Цивилно ваздухопловство - Бразил - Канада - Фарска Острва - Гренланд - Филипини - УАЕ | Војно ваздухопловство - Канада - Немачка - Хрватска - Јапан - Северна Македонија - Мексико - Филипини - Словенија - Србија - Сједињене Државе |

## Коришћење у Југославији и Србији
Први хеликоптер фамилије Бел 212 је југословенска полиција купила 1978. године. Према Југословенском регистру цивилних ваздухоплова 1978. године уписано је 2 хеликоптера овог типа а 1980. још 6 хеликоптера Бел 212. Ово је по броју био други хеликоптер у југословенској полицији. Након распада Југославије 4 хеликоптера Бел 212 (2 ССУП и 2 РСУП Србије) базирана у Београду прешла су у надлежност МУП-а Србије.